# 向日市
向日市（日语：／ Mukō shi */?）是位於日本京都府的行政區劃，地處京都盆地西南側，緊鄰京都市。面積僅7.72平方公里，為全日本的市級行政區劃中，面積第三小的，僅大於琦玉縣蕨市及東京都狛江市。「向日」之名稱源自境內的向日神社。

## 人口
| 向日市人口分布圖 |                                               |  |
| 向日市與日本全國年齡別人口分布比較圖 （2005年資料） | 向日市的年齡、男女別人口分布圖 （2005年資料） |  |
| ■紫色是向日市 ■綠色是全国 | ■藍色是男性 ■紅色是女性                       |  |
| 向日市人口變化 \| 1970年 \| 36,988人 \| \| \| 1975年 \| 45,886人 \| \| \| 1980年 \| 50,604人 \| \| \| 1985年 \| 52,216人 \| \| \| 1990年 \| 52,928人 \| \| \| 1995年 \| 53,290人 \| \| \| 2000年 \| 53,425人 \| \| \| 2005年 \| 55,041人 \| \| \| 2010年 \| 54,328人 \| \| \| 2015年 \| 53,380人 \| \| \| 2020年 \| 56,859人 \| \| |                                               |  |
| 資料來源：日本總務省統計中心提供之人口普查數據 |                                               |  |
| 1970年 | 36,988人                                      |  |
| 1975年 | 45,886人                                      |  |
| 1980年 | 50,604人                                      |  |
| 1985年 | 52,216人                                      |  |
| 1990年 | 52,928人                                      |  |
| 1995年 | 53,290人                                      |  |
| 2000年 | 53,425人                                      |  |
| 2005年 | 55,041人                                      |  |
| 2010年 | 54,328人                                      |  |
| 2015年 | 53,380人                                      |  |
| 2020年 | 56,859人                                      |  |

## 历史
在令制國時代屬於山城國乙訓郡，西元8世紀日本的首都長岡京的宮殿曾設於此地。江戶時代後，被劃分屬皇室、公家、幕府及相關人員的領地，直到1868年江戶幕府結束後，先後隸屬新成立的京都裁判所和京都府；1889年實施町村制，原本的向日町與周邊的物集女村、寺戶村、森本村、雞冠井村、上植野村合併為新的向日町，並形成現在向日市的轄區範圍，1972年10月1日，向日町改制為向日市。

## 交通
轄內有西日本旅客鐵道的東海道本線、東海道新幹線及阪急電鐵的京都本線三條鐵路路線皆以南北方向通過轄內，其中東海道新幹線未在轄內設有車站，另外兩條鐵路皆可向北連接京都，往南通往大阪。

### 鐵路
- 西日本旅客鐵道（JR西日本）
  - 東海道本線 （JR京都線）：（京都市） - 向日町車站 - （長岡京市→）
- 阪急電鐵（阪急）
  - 京都本線：（←長岡京市） - 東向日車站 - 西向日車站 - （京都市）

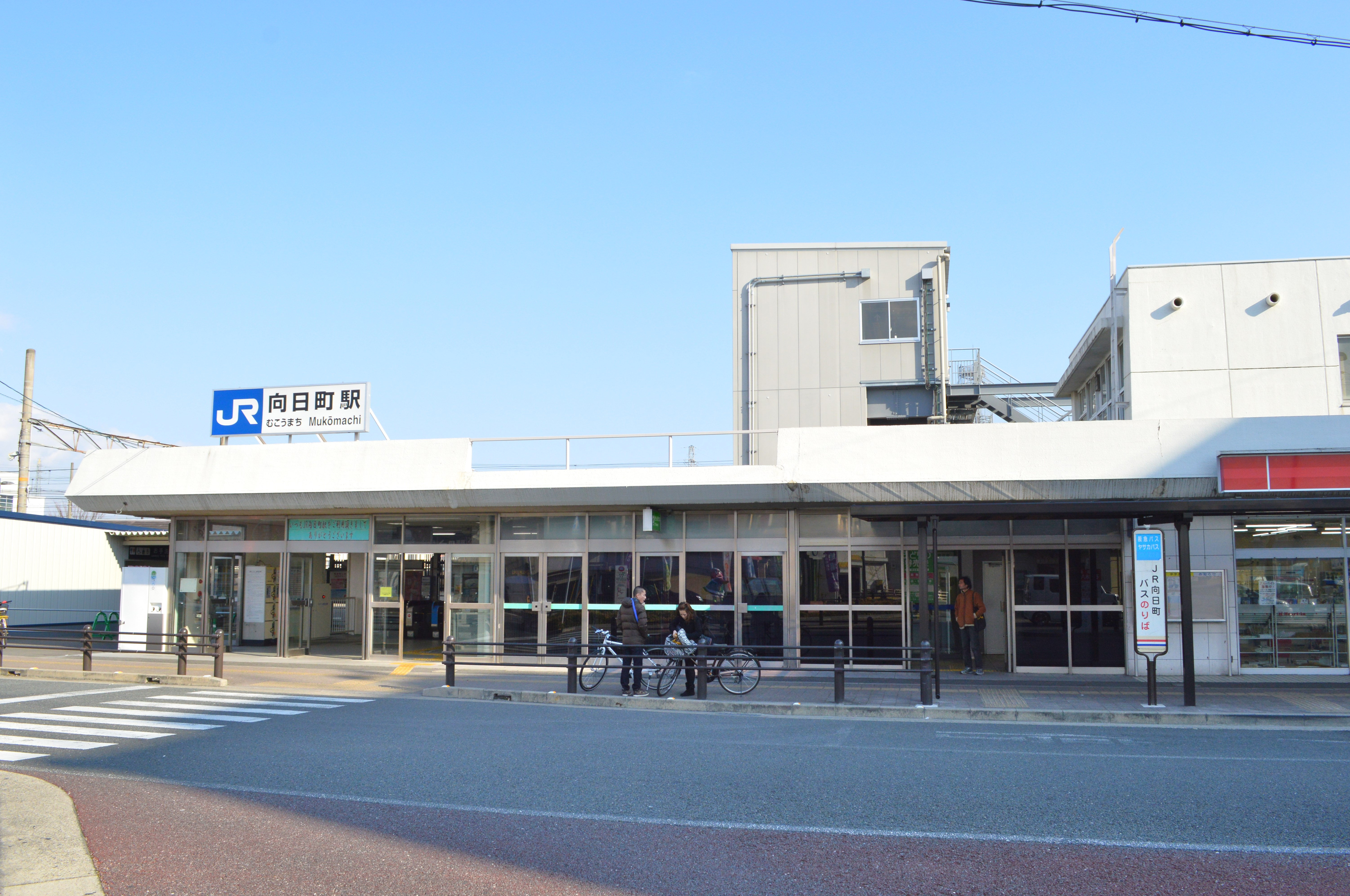
向日町車站
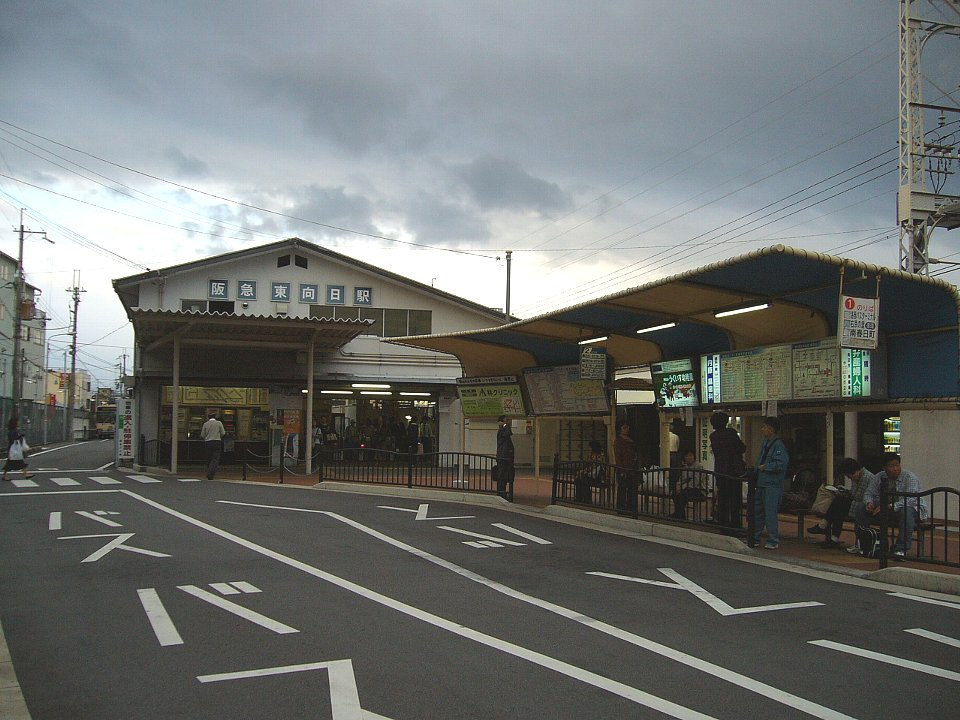
東向日車站
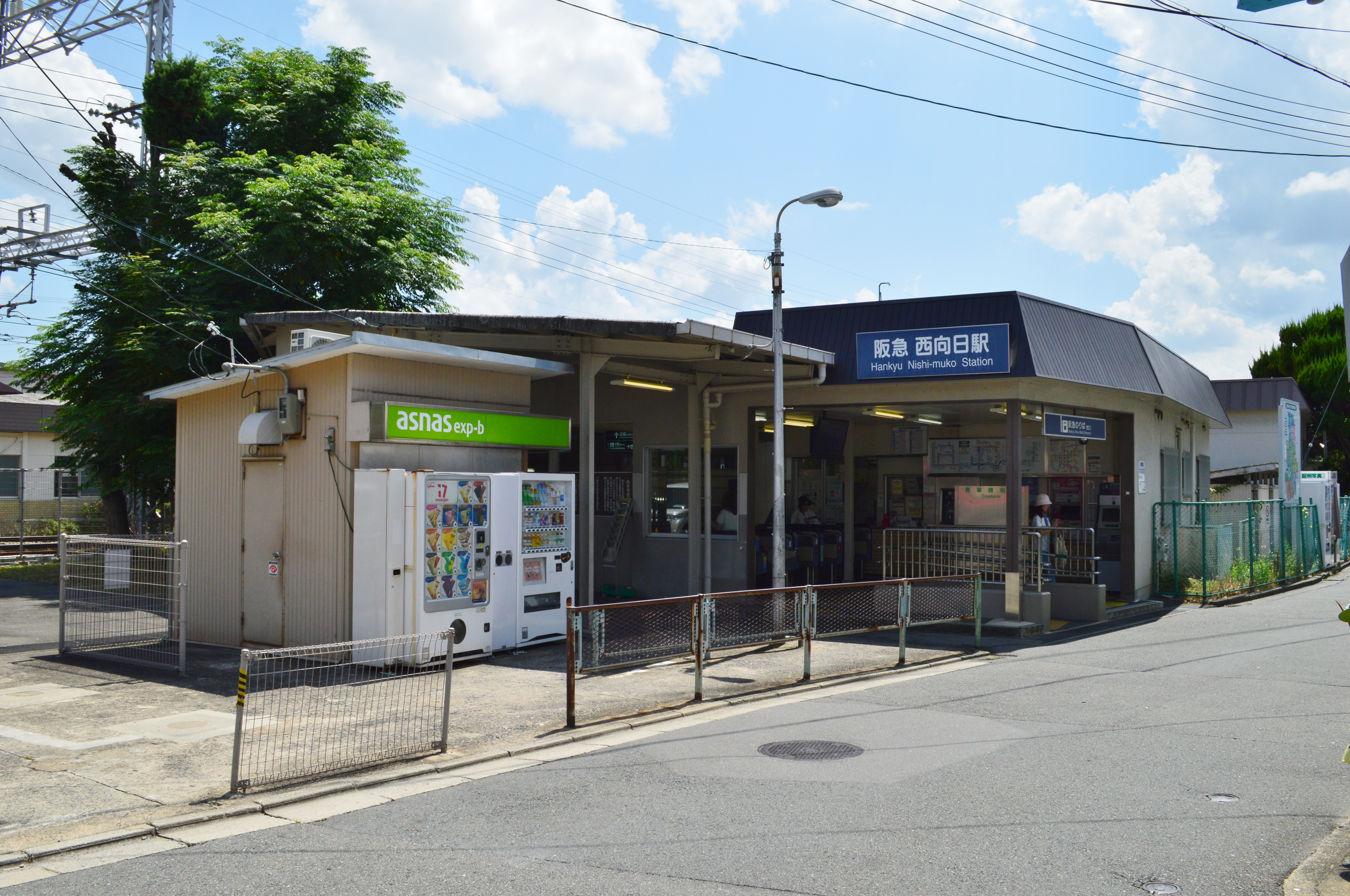
西向日車站

## 觀光資源
- 向日神社（日语：向日神社）
- 京都向日町競輪場（日语：京都向日町競輪場）

## 本地出身之名人
- 今江敏晃：職業棒球選手
- 北尾佳奈子：女子花樣游泳選手

## 外部連結
- （日語） 向日市政府的Facebook專頁
- （日語） 向日市觀光協會